# 加丁関係

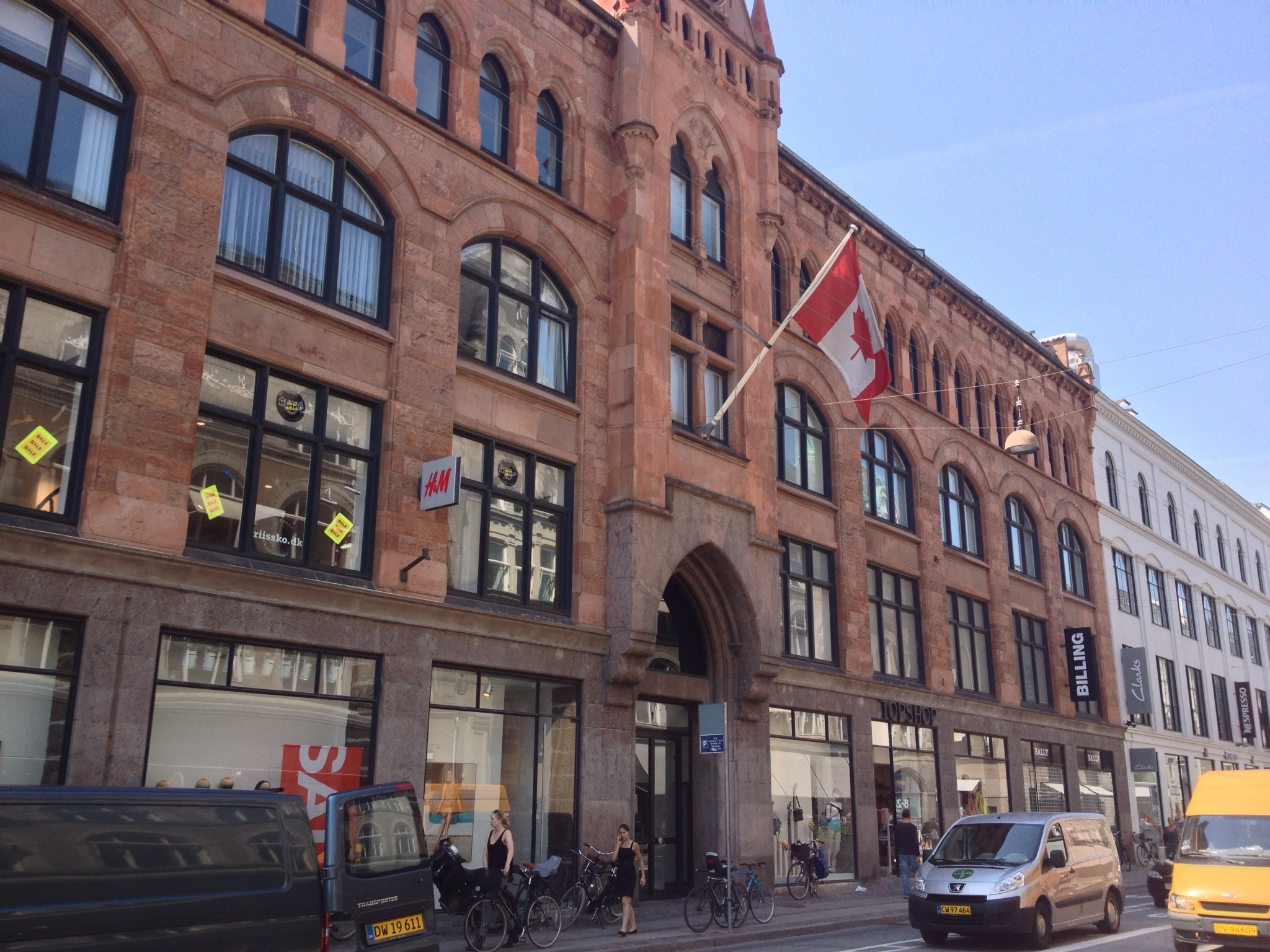
デンマーク・コペンハーゲンにある在デンマークカナダ大使館

加丁関係（かていかんけい、英: Canada–Denmark relations）は、北米の国家カナダと、北欧の国家デンマークの二国間関係のことである。その歴史は長く、カナダはコペンハーゲンに大使館を、デンマークはオタワに大使館を、トロントに総領事館を置いている 。両国とも北大西洋条約機構（NATO）と北極評議会の正式加盟国である。この両国関係は、2022年に解決したハンス島をめぐる紛争で注目を集めた。

## 関係史
1928年、カナディアン・ナショナル鉄道の社員がトマス・マスン＝ミュデールと会談し、二国関係が強化された。1949年の9月22日と10月14日にビザ要件協定が調印され、両国間で結ばれた最初の条約となったほか、1956年には、税に係る協定の署名がなされた。1969年には、防衛科学における協力に合意し、1983年に海洋環境、社会、経済に関する協定がコペンハーゲンで調印された。2010年、デンマーク＝アメリカ／カナダ・プログラム（Denmark–USA/Canada Program）が開始された。 デンマークの教育プログラムの国際化を目的としたものである。

## ハンス島領土紛争（ウイスキー戦争）

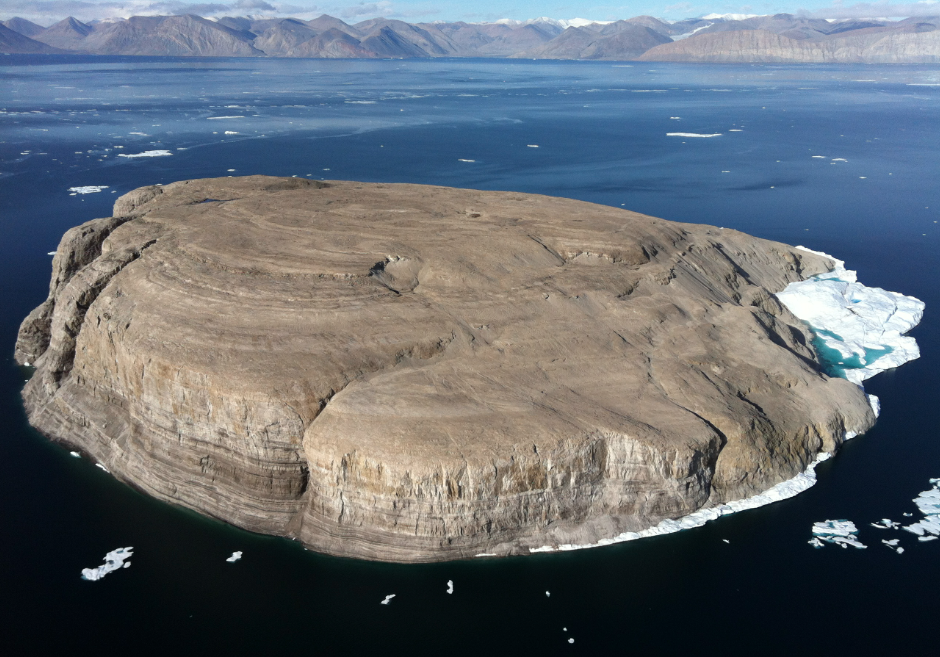
デンマーク側（島からみて東）からみたハンス島。

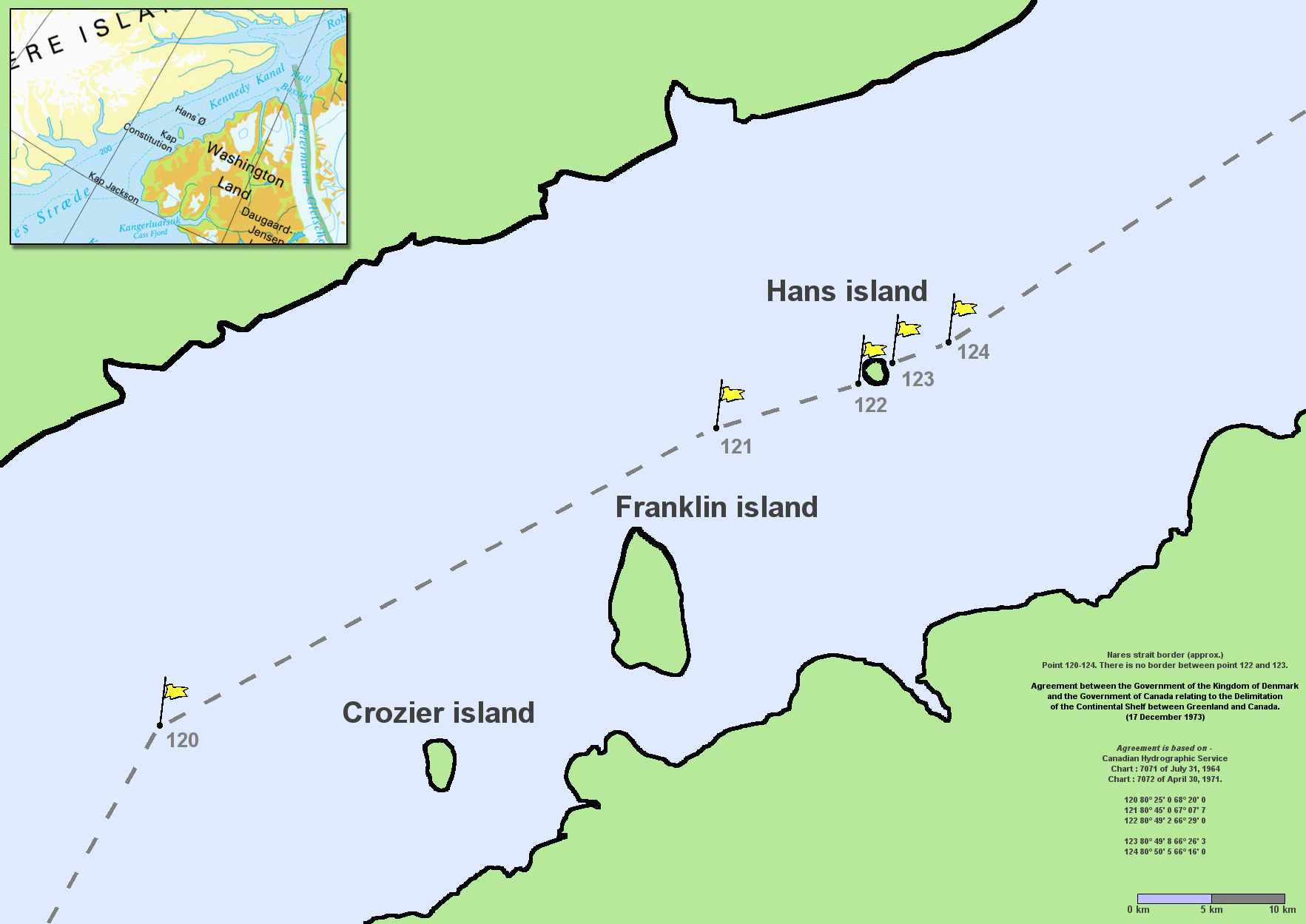
ハンス島の周辺地図。地図のキャプションによると、図中の122と123の間の国境線が画定されていなかったという。

ハンス島は、ネアズ海峡（Strait）のケネディ海峡（Channel）の中央に位置する、面積1.3 km2 (0.5 sq mi)の小さな無人島で、カナダとグリーンランドが領有を主張していた。1973年、加丁両国はこの地域一帯の国境を定める条約を批准したが、ハンス島の国境については定めていなかったため、同島の帰属は未定義のままであった。1984年、デンマークのグリーンランド担当大臣であったトム・ヘーイェムがハンス島にデンマーク国旗を掲揚した。2005年7月25日、カナダのビル・グラハム（ウィリアム・カーヴェル・グラハム）国防相がハンス島を訪問、デンマーク国内の怒りを買ったほか、デンマーク政府はカナダに抗議の書簡を送った。カナダはまた、同じく2005年にハンス島に軍艦のHMCSショーウィニガンとHMCSグレースベイを派遣した。
2009年9月19日、両国政府は紛争を終結させるための手続きを開始した。
As friendly countries, of course, it is our shared objective that we resolve this issue – that we put this issue behind us… "We now have a process – a process in which the officials will be working together, gathering all of the relative information and trying to find a way forward to do this…
（友好国として、当然、我々の共通の目標はこの問題を解決すること – つまりはこの問題を背後に置くことです… "そのための手段なら、今、我々のもとにあります – それは官僚たちが協力し、関連するすべての情報を総集し、事態進展に通ずる道を見つけんとする手段です…"）—ピエール・ペティグルー（元カナダ外相）
2011年1月、島をめぐる問題の解決は近かったが、2012年11月に調印された国境協定に紛争の解決策は盛り込まれなかった。
2022年6月10日、加紙『グローブ・アンド・メール』は、カナダ政府とデンマーク政府が島を横断し、カナダ領のヌナブト準州とデンマーク領のグリーンランドに分割する国境線を決定し、2022年6月14日に正式に発表すると報じた。

## 高官等の往来・交流
マルグレーテ丁皇太子妃（後のデンマーク女王マルグレーテ2世）と夫のヘンリック皇太子（後の同王配）は、1967年9月に訪加しており、マルグレーテは、1991年にも訪加した。フレデリック皇太子（後のデンマーク王フレデリック10世）とメアリー皇太子妃（後の同王妃）も2014年にオタワとトロントを訪問しているほか、ヨアキム皇太子がマリーと結婚した際には、新婚旅行先をカナダに選んだ。

## 移民
カナダのニューブランズウィック州・ヴィクトリア郡に、ニューデンマークという地域がある。ニューデンマークの名は、1872年にこの地域に居住した数人のデンマーク人入植者に由来し、最終的にはカナダで最大かつ最古のデンマーク人コミュニティを形成したが、デンマークの影響は、ここ数十年、国外移住のために弱まりつつある。

## 大使館
右にオタワにあるデンマーク大使館の情報を示す。
デンマークはカルガリー、ダートマス、エドモントン、イカルイト、モントリオール、セントジョンズ、トロント、バンクーバー、ウィニペグに領事館を設置している。